# Крум Крумов (психолог)
Крум Димитров Крумов е български психолог, професор, доктор на науките.

## Биография
Роден е на 17 март 1949 г. в плевенското село Деков. През 1972 г. завършва Философския факултет на Софийския университет по педагогия. От 1974 г. започва работа като асистент в катедрата по психология. През 1981 г. защитава кандидатска (докторска) дисертация на тема: „Социална мотивация и междуличностни отношения в ученическия колектив“, а през 1991 г. и докторска (на науките) дисертация на тема „Системата човешка дейност: същност, структура, функции, генезис“. Доцент от 1986, а професор от 1993 г. Води лекции по педагогическа психология и психология на творчеството. Пред 1984 г. специализира в Римския университет. От 1986 г. е заместник-декан на Философския факултет на Софийския университет. Между 1988 и 1999 г. е ръководител на катедра „Социална, трудова и педагогическа психология“ в Софийския университет и отново между 2007 и 2012 г. В периода 1989 – 1992 е декан на Философския факултет. През 1995 г. е основател на Университетски център за управление на конфликти и организационни изследвания. От 2003 до 2006 г. е член на Комисията по обществени науки. През 2012 г. основава и работи като изпълнителен директор на Европейски център за бизнес, образование и наука, а на следващата година създава списание „Мениджмънт, консултиране и организационно развитие“.
През 2011 г. Комисията по досиетата разкрива, че е бил агент на Държавна сигурност с псевдоним „Кирилов“ (управление VI-VII-II), вербуван през 1988 г.

## Книги
- Земетресението и амплитудите на психиката. С., Партиздат, 1977. 183 с. (Съавт.: Георги Йолов, Дончо Градев, Иван Паспаланов, Ч. Кискинов).
- Психологически проблеми на социалистическия начин на живот и формирането на личността. Народна просвета, 1979 (Съавт. Георги Йолов).
- Третата възраст. Самочувствие, активност, жизнена позиция. С., Наука изкуство, 1982. 263 с. (Съавт.: Иван Паспаланов, Хайгануш Силгиджиян, В. Топалова, Здрава Иванова, Дончо Градев, Чавдар Кискинов, Георги Йолов).
- Между възторга и отчаянието: социалнопсихологическо изследване на българската интелигенция. Изд. Образование, 1992
- Човешката дейност: системен анализ. УИ „Климент Охридски“, С., 1992.
- Социална психология: нов поглед към личността и социалния свят. Изд. СОФИ-Р, 2010
- with Larsen, K.S., Van der Veer, K., Ommundsen, R., Organizational behavior in a discontinuous world: Managerial and worker perspectives. Amsterdam: Rozenberg Publishers, 2011,
- with Larsen, K. Cross-cultural psychology: why culture matters. IAP - Information Age Publishing, 2013
- with Negruti, A., Hristova, P., Larsen, K. Positive Organizational Psychology. Advances in Creating Improved Workplaces and Employee Well-Being. Kassel University Press GmbH, 2015